# Naeeda Aurangzeb
Naeeda Aurangzeb (Abbottabad, Pakistan, 4 januari 1974) is een Nederlands presentatrice, documentairemaker en auteur.
Op haar derde kwam Aurangzeb naar Nederland. Ze studeerde Communicatie & Management aan de Ichthus Hogeschool in Rotterdam (sinds 2002 gefuseerd en hernoemd naar Hogeschool Inholland). Ze studeerde een jaar Islam en christendom aan de Universiteit Tilburg.
Aurangzeb heeft gewerkt voor de Migranten Omroep Rotterdam, de Nederlandse Christelijke Radio Vereniging (NCRV), de Nederlandse Moslim Omroep (NMO), Omroep West, de NTR en de VPRO.
Voor de NTR presenteerde ze het televisieprogramma De Halve Maan en het NPO Radio 1-programma Lijn 1. In 2014 en 2015 presenteerde zij op dinsdag en donderdag op NPO Radio 5 het avondprogramma Dichtbij Nederland. In 2016 en 2017 was ze, afwisselend met Chris Kijne en Rik Delhaas, presentator van het VPRO-programma Bureau Buitenland (NPO Radio 1). Ook was ze verslaggever bij het NPO Radio 1-programma Nieuws en Co. In maart 2018 keerde ze kort terug op tv met het presenteren van De Nieuwe Maan.
Ze maakte de documentaires Met het gezicht naar het oosten en Kerstnacht in Betlehem. Ze woonde en werkte in Jerusalem, Tel Aviv en de VS.
In 2005 kwam haar boek Verdreven Palestijnen uit.
In 2021 verscheen haar boek 365 dagen Nederlander (uitgeverij Pluim), een boek met als thema alledaags racisme. In het boek staan korte opmerkingen of gesprekjes over haar (veronderstelde) achtergrond en die van andere mensen van kleur. Enkele maanden later verscheen bij dezelfde uitgever een opvolger over alledaags seksisme, Hé lekker ding. 365 dagen vrouw.